# Gregg Hoffman
Gregg Hoffman (Phoenix, 11 giugno 1963 – Los Angeles, 4 dicembre 2005) è stato un produttore cinematografico statunitense.
Insieme a Mark Burg e Oren Koules, è stato il fondatore della Twisted Pictures, e con questa ha raggiunto la fama dopo aver prodotto Saw - L'enigmista. Della famosa serie di film dell'orrore, il personaggio di Mark Hoffman è stato chiamato così in sua memoria.
Hoffman stava lavorando a Saw III - L'enigma senza fine e ad altri film per la Twisted Pictures quando, all'età di 42 anni, è deceduto in un ospedale di Hollywood.
Ha studiato comunicazione, diritto ed economia presso l'American University di Washington.

## Filmografia
- Week-end senza il morto (Only You), regia di Betty Thomas (1992)
- George re della giungla 2 (George of the Jungle 2), regia di David Grossman (2003)
- Saw - L'enigmista (Saw), regia di James Wan (2004)
- Saw II - La soluzione dell'enigma (Saw II), regia di Darren Lynn Bousman (2005)
- Saw III - L'enigma senza fine (Saw III), regia di Darren Lynn Bousman (2006)